# Santa Margherita d'Adige
Santa Margherita d'Adige é uma comuna italiana da região do Vêneto, província de Pádua, com cerca de 2.244 habitantes. Estende-se por uma área de 12 km², tendo uma densidade populacional de 187 hab/km². Faz fronteira com Megliadino San Fidenzio, Megliadino San Vitale, Ospedaletto Euganeo, Piacenza d'Adige, Ponso, Saletto.

## Demografia
| Variação demográfica do município entre 1861 e 2011                               |
|                                                                                   |
| Fonte: Istituto Nazionale di Statistica (ISTAT) - Elaboração gráfica da Wikipedia |